# Mark Selby
Mark Selby (Leicester, 19 de juny de 1983) és un jugador professional de snooker anglès, guanyador de vint títols de rànquing.
Selby és sobrenomenat the Jester of Leicester, (el bufó de Leicester), Mark the Shark (Mark el tauró). Pel seu estil de joc, Ronnie O'Sullivan li va posar el sobrenom de El torturador per la seva determinació i per la seva fredor a l'hora d'enfrontar-se als seus rivals.
Des del 7 de maig de 2019, Selby va caure fins al sisè lloc del rànquing, i des del 20 d'octubre del mateix any, ostentava la cambra posada en haver guanyat dues dels tornejos de les Home Nations Sèries, l'Obert d'Anglaterra i l'Obert d'Escòcia els seus primers títols en un any i mig. En fer-ho ja tenia un altre rècord més, ser l'únic jugador que havia guanyat dos tornejos de les Home Nations en una mateixa temporada. Ara comparteix aquest rècord amb Judd Trump en haver guanyat també dos tornejos de les Home Sèries, l'obert d'Anglaterra i l'obert d'Irlanda del Nord. La temporada 2020/2021 ha estat bona per Selby ja que s'ha saldat amb tres títols; el European Masters, l'Obert d'Escòcia de les Home Nations Sèries i el més important de tots el Campionat del món per quarta vegada igualant en títols mundials a John Higgins. Aquesta gran victòria li ha servit a Mark Selby per ascendir al segon posat del rànquing.

## Carrera
Ha estat campió del món en quatre ocasions, en 2014, 2016, 2017 i 2021, i en 2007 va ser finalista. En 2006 va ser el campió de World Eight-ball Pool.
Mark Selby ha guanyat només en una ocasió l'Obert de Gal·les i el Shanghai Masters i va arribar al número 1 del rànquing mundial abans que Judd Trump en 2012.
Ha obtingut en la seva carrera 693 breaks per sobre de 100 punts i 3 màxims (147 punts), tot en tornejos oficials: el primer en el Jiangsu Classic (2009), el segon en el Campionat del Regne Unit (2013) i el tercer en el ManBetX Champion of Champions, en Coventry (2018). Cal esmentar que en l'Obert d'Escòcia 2020 de la Home Nations Sèries, títol que ha revalidat, Mark ha estat de tots els jugadors el que més centenes ha aconseguit amb un total de vuit.
A principis de gener de 2018 Selby va aconseguir la xifra de 500 centenes en la final del Championship League Grup 2 contra Barry Hawkins en el segon frame, sent el sisè jugador a aconseguir aquesta xifra.
Ha jugat cinc finals de Masters, tres d'elles contra Ronnie O'Sullivan (2009, 2010, 2014) guanyant Selby la de 2010. Les dues restants (2008 i 2013) que es van saldar amb el títol per a Mark van ser contra Stephen Lee i Neil Robertson, respectivament. S'ha vist amb O'Sullivan en nombroses ocasions, dues d'elles remarcables ja que es van saldar amb victòries per Selby, una en el Campionat Mundial de Snooker de 2014 i una altra en el Campionat del Regne Unit de 2016, encara que el balanç de partits guanyats segueix sent favorable per O'Sullivan: 18-11. El seu últim enfrontament ha estat en l'Obert d'Escòcia (2020), tercer torneig de les Home Nations Sèries, en el qual Selby s'ha imposat en la final a O'Sullivan 9-3. Els seus anteriors enfrontaments van ser en aquest mateix torneig en 2019 en el qual Selby va guanyar a O´Sullivan en quarts de final 5-4 en el vuitè decider que han jugat entre tots dos, i en l'Obert d'Irlanda del Nord (2018) guanyat per Ronnie in extremis en un altre decider.
És al seu torn el cinquè jugador a guanyar més esdeveniments de la Triple Corona, nou en total (3 Masters, 2 Campionats del Regne Unit i 4 Campionats del món), i el tercer a romandre més temporades consecutives com a N.º 1, set en total des de la temporada 2011/2012 fins a la temporada 2018/2019, igualant a Steve Davis i solo superat per Stephen Hendry amb vuit temporades. Per darrere dels tres se situa Ray Reardon amb sis.
La temporada 2017/18, Selby va aconseguir revalidar dues dels seus títols aconseguits a la Xina, un el bestiar en el International Championship de 2016 i el del Xina Open de 2017.
A més Selby és l'únic jugador que ha trencat l'anomenada "maledicció del Xina Open", la qual consistia que el jugador que guanyava el Xina Open, no aconseguia el títol del Campionat del món en la mateixa temporada. Selby va aconseguir aquesta gesta l'any 2017, acabant així amb aquesta suposada maledicció.[cita 

## Vida personal
És fan de Leicester City Football Club, al que ha recolzat des de la infància. La seva victòria en el Campionat Mundial 2014 es va produir el mateix dia que el Leicester va celebrar el seu ascens a la Premier League. A més, la seva victòria en el Campionat Mundial de 2016 es va produir el 2 de maig de 2016, que va guanyar amb prou feines 13 minuts després que l'equip segellés el seu primer títol en la Premier League.
Selby està casat amb Vikki Layton, exjugadora irlandesa de Pool Internacional nascuda en Ipswich, qui sovint assisteix als seus principals partits. Van anunciar el seu compromís a l'agost de 2010 i es van casar a Mèxic el 24 de maig de 2011. La seva primera filla, Sofia María, va néixer l'11 de novembre de 2014. La família viu en South Wigston en Leicestershire.[cita 
Cal destacar que des del mes de novembre de 2009 Mark Selby és patró de LOROS Hospice, una organització benèfica que proporciona atenció gratuïta i de qualitat a pacients amb malalties terminals, als seus familiars i cuidadors, i cada any cuiden a més de 2500 persones en Leicester, Leicestershire i Rutland. Selby ha declarat estar encantat de ser patró de LOROS, com a agraïment per l'ajuda i el suport que el seu pare i la seva família van rebre d'aquesta organització.

## Palmarès

### Tornejos de rànquing (20)
- Campionat Mundial de Snooker - 2014, 2016, 2017 i 2021
- Campionat del Regne Unit - 2012, 2016
- Welsh Open - 2008
- Shanghái Masters - 2011
- German Masters - 2015
- Xina Open - 2015, 2017, 2018
- Paul Hunter Classic - 2016
- Campionat Internacional - 2016, 2017
- Xina Championship - 2018
- Obert d'Anglaterra - 2019
- Obert d'Escòcia - 2019, 2020
- European Master - 2020

### Tornejos de rànquing menor (7)
- Players Tour Championship (Esdeveniment 2) - 2010
- Paul Hunter Classic - 2011, 2012
- FFB Open - 2013
- Obert d'Anvers - 2013
- Masters de Riga - 2014
- Gdynia Open - 2016

### Tornejos no de rànquing (8)
- The Masters - 2008, 2010, 2013
- Warsaw Snooker Tour - 2007
- Wuxi Classic - 2011
- HK Spring Trophy - 2012
- Haining Open - 2017, 2018

### Tornejos varis (1)
- Six-xarxa World Championship - 2010

### Tornejos de billar (1)
- WEPF World Eight-ball championship - 2006